# کیث روفوس
کیث روفوس (به انگلیسی: Keith Rothfus) نمایندهٔ حوزه انتخابیه دوازدهم پنسیلوانیا از حزب جمهوری‌خواه ایالات متحده آمریکا در مجلس نمایندگان ایالات متحده آمریکا است که برای نخستین‌بار در ۶ ژانویه ۲۰۱۳ میلادی به‌عضویت این مجلس درآمد.